# Бочкарі (Цілинний район)
Бочкарі́ (рос. Бочкари) — село у складі Цілинного району Алтайського краю, Росія. Адміністративний центр Бочкарівської сільської ради.

## Населення
Населення — 1320 осіб (2010; 1310 у 2002).
Національний склад (станом на 2002 рік):
- росіяни — 93 %